# Віцковщина
Віцковщина  ( біл. Віцкаўшчына ) — село у складі Фаніпільської сільради Дзержинського району Мінської області Білорусі . Село розташоване за 22 кілометри від Дзержинська, 23 кілометри від Мінська та 9 кілометрів від залізничної станції Фаніполь .

## Історія
Село відоме з середини XVIII століття, у складі Мінського повіту Мінського воєводства Великого князівства Литовського. Після другого поділу Речі Посполитої у 1793 році перебувало у складі Російської імперії. Було володінням Радзивіллів.
З 1829 належала поміщику Л.П. Вітгенштейну, з 1879 - його сину П.Л. Вітгенштейну, який того ж року продав Віцковщину І.О. Бунг. Згідно з інвентарем за 1840 рік, у маєтку налічувалося 5593 десятини землі, проживали 183 чоловіки і 172 жінки. Сам маєток знаходився в оренді у Ігната Богдашевського. До складу маєтку входили фольварки Віцківщина та Козловщина. У 1883 році земля фольварків (500 десятин) було передано у користування 15 селянам. У 1864 році було збудовано дерев'яну церкву, а в 1865 році відкрито школу. У другій половині XIX століття — на початку XX століття перебувала у складі Самохваловичської волості Мінського повіту Мінської губернії . 1897 року, за даними перепису, у селі Вицківщина проживали 167 мешканців, налічувалося 20 дворів. Діяли вітряк, кузня, церква. 1916 року почала діяти школа — однокласне народне училище. 1917 року в селі 28 дворів, проживали 176 мешканців.
З 20 серпня 1924 року у складі Рубілківської сільради Самохваловичського району Мінського округу . З 1930 року у складі Гричинської сільради, яка була частиною Дзержинського польського національного району . 31 липня 1937 року піврайон було скасовано і село було включено до складу Мінського району . З 20 лютого 1938 року знаходиться у складі Мінської області, яка була утворена після скасування окружної системи розподілу Білорусської РСР. З 4 лютого 1939 року у складі відновленого Дзержинського району. 1926 року у Віцківщині налічувалося 33 двори, проживали 177 мешканців. У роки колективізації було організовано колгосп, який обслуговувала Фаніпольська МТС .
Під час Великої Вітчизняної війни з 28 червня 1941 року по 6 липня 1944 року село було окуповане німецько-фашистськими загарбниками, на фронті загинули 9 жителів села. У повоєнний час село стало центром колгоспу «Жовтнева революція» (центр — д. Гричино ). 1960 року в селі проживали 172 мешканці. 1993 року у Вицківщині проживали 143 мешканці, налічувалося 17 прибудинкових господарств.

## Населення
| Чисельність населення (за роками) | Чисельність населення (за роками) | Чисельність населення (за роками) | Чисельність населення (за роками) | Чисельність населення (за роками) | Чисельність населення (за роками) | Чисельність населення (за роками) | Чисельність населення (за роками) |
| 1840                              | 1897                              | 1909                              | 1917                              | 1926                              | 1960                              | 1991                              | 1993                              |
| --------------------------------- | --------------------------------- | --------------------------------- | --------------------------------- | --------------------------------- | --------------------------------- | --------------------------------- | --------------------------------- |
| 355                               | ↘ 167                             | ↘ 114                             | ↗ 176                             | ↘ 177                             | ↘ 172                             | ↘ 130                             | ↗ 142                             |
| 1999                              | 2004                              | 2010                              | 2017                              | 2018                              | 2020                              | 2022                              |                                   |
| ↘ 113                             | ↗ 122                             | ↘ 114                             | ↘ 94                              | ↗ 99                              | → 99                              | ↘ 96                              |                                   |

## Відомі уродженці
- У Віцківщині народився білоруський історик та археолог Микола Миколайович Улащик (1906—1986). Лікар історичних наук (1964). Член Археографічної комісії АН СРСР (1968). Написав близько 400 наукових праць з історії [5] .